# Fet (cràter)
Fet és un cràter d'impacte en el planeta Mercuri de 79 km de diàmetre. Porta el nom del poeta rus Afanassi Fet (1820-1892), i el seu nom va ser aprovat per la Unió Astronòmica Internacional el 1985.